# هادسون (کنتاکی)
هادسون (به انگلیسی: Hudson) یک منطقهٔ مسکونی در ایالات متحده آمریکا است که در شهرستان برکینریج، کنتاکی واقع شده‌است. هادسون ۲۳۸٫۹۷ متر بالاتر از سطح دریا واقع شده‌است.